# Монстер Бастер Клаб
Мо́нстер Ба́стер Клаб (англ. Monster Buster Club) — канадо-французский научно-фантастический мультсериал, выпущенный французской компанией Marathon Production и канадской студией Image Entertainment Corporation. Премьера состоялась на телеканале Jetix 2 июня 2008 в Европе, 9 июня 2008 года в США и 3 мая 2008 года в Азии. В Канаде премьера состоялась на телеканале YTV. Сюжет рассказывает о трёх подростках и девочке-пришельце, задачей которых является защита города Сингл-Таун от инопланетных вторжений. Они реорганизовали секретную организацию под названием Monster Buster Club (часто сокращаемую до MBC), основанную много веков назад. Задача MBC — найти и обезвредить беглых инопланетных преступников, скрывающихся в Сингл-Тауне, и отправить их межгалактическим властям.

## Сюжет
В городе Сингл-Таун издревле действует тайное общество — Monster Buster Club, аналог знаменитых людей в чёрном, только вместо них планету защищают продвинутые подростки. В помощь им на Землю прилетает ветеран общества MBC с планеты Рапсодия-7 — мистер Хьюго Смит, который маскируется под чудаковатого дедушку. Вместе с мистером Смитом в Сингл-Таун прилетает его внучка Кэти, которая также становится полноценным представителем команды Monster Buster Club. Под чётким руководством мистера Смита команде MBC приходится отражать одну атаку враждебных инопланетян за другой. Но сплочённость и дружба помогают им выходить победителями из самых, казалось бы, безнадёжных ситуаций.

## Персонажи

### Основные
Кэ́ти Смит (англ. Cathy Smith) — озорная и кокетливая 12-летняя (700-летняя по рапсодианским меркам) девочка-подросток с планеты Рапсодия-7, член MBC. Она прибыла на Землю вместе с дедушкой, мистером Смитом, чтобы возродить Monster Buster Club. Её очень удивило то, насколько сильно Земля отличается от Рапсодии. У неё есть некоторые инопланетные способности, такие как способность растягиваться, телекинез и другие. Она — самый позитивный и оптимистичный член команды, душа компании. В земном обличье у неё светлые волосы с двумя шарообразными заколками и синие глаза. Одета она в зелёный укороченный свитшот поверх розовой водолазки, светло-розовые брюки с подворотами до колен и тёмно-розовые кеды, что делает её очень стильной и модной. Её родная форма представляет собой белого с розовыми пятнами гуманоида, у которого четыре щупальца вместо рук, два щупальца вместо ног, длинный хвост и три щупальца на голове, напоминающие её причёску в земном обличье. Рапсодианцы, по сравнению с людьми, живут гораздо дольше. Боевой костюм представляет собой чёрно-розовую форму и розовые очки.
Крис (англ. Chris, от Christopher) — 12-летний мальчик-подросток, член MBC. Он очень умён и хорошо разбирается в технике и компьютерах. У него волосы цвета индиго и голубые глаза. Одет в голубую рубашку с полоской, в которой содержатся все цвета радуги, поверх тёмно-бирюзовой водолазки, синие джинсы и белые кеды. Боевой костюм представляет собой чёрно-голубую форму и голубые очки.
Сэм (англ. Sam, от Samantha) — 12-летняя девочка-подросток, член MBC. Она — самый серьёзный член команды, ко всем делам, важным и маловажным, подходит ответственно, зачастую в сложных и экстремальных ситуациях берёт на себя руководство, несмотря на то, что в Monster Buster Club нет лидера и все члены команды равны. У неё тёмно-коричневые волосы, заплетённые в две шарообразные косички, и светло-карие глаза. Одета в жёлтую кофту, перевязанную поясом с двумя сумочками на нём, белые бриджи и белые кеды с оранжевой полоской. Боевой костюм представляет собой чёрно-жёлтую форму и жёлтые очки.
Дэ́нни (англ. Danny) — 12-летний мальчик-подросток, член MBC. Несмотря на самоуверенность и стремление везде и всегда быть первым, он хороший товарищ и отличный друг, готовый в любой момент прийти на помощь. Благодаря своей репутации «крутого парня» он нажил себе врагов, например, Марка — богатенького пижона и маменькиного сынка, который часто выставлял Дэнни на посмешище. Влюблён в Венди, девочку из его школы. Главная особенность Дэнни в том, что он не теряет чувство юмора даже в самых безнадёжных ситуациях. Также он всегда спит с бластером под подушкой. У него светло-коричневые волосы и зелёные глаза. Имеет шрам на левой брови. Одет в фиолетовую олимпийку, оранжевые брюки с рисунками пламени у стоп и фиолетовые кеды с серой подошвой. Боевой костюм представляет собой чёрно-красную форму и красные очки.
Джон (англ. John) — младший брат Криса. Как и его брат, он дружит с техникой и компьютерами. Джон умный не по годам, полон изобретательскими идеями и всё время создаёт интересные оружия и ловушки для MBC. Его самым сокровенным желанием является желание попасть в команду Monster Buster Club, но, к сожалению, он слишком мал. У него карие глаза и светло-коричневые волосы. Одет в чёрную футболку с большой перевёрнутой буквой «Е», камуфляжные шорты и оранжево-бело-серые кеды.
Мистер Хью́го Смит (англ. Mr. Hugo Smith) — рапсодианин, межгалактический лингвист, основатель нового Monster Buster Club, дедушка Кэти. Он прилетел на Землю, чтобы реорганизовать MBC из-за роста межгалактической преступности и скрытия инопланетных преступников на Земле. В боевых миссиях он не участвует, но зато часто помогает советами и наводит на верный путь.

### Второстепенные
Ве́нди (англ. Wendy) — симпатичная, но довольно вредная девочка, одна из самых популярных девочек в школе. Она считает Кэти, Дэнни, Сэм и Криса неудачниками и всегда смеётся над ними. Её совершенно не волнует, что Дэнни влюблён в неё, однако она пользуется этим и просит Дэнни делать всю работу за неё, зная, что он не откажет.
Марк (англ. Mark) — самый богатый ребёнок в Сингл-Тауне, и он гордится этим. Марк — заклятый враг Дэнни, и они часто устраивают состязания, чтобы выяснить, кто из них лучший. Из-за его богатства у него нет проблем с нахождением друзей. Он также влюблён в Венди.
Дже́реми (англ. Jeremy) — одноклассник членов MBC. Интересуется гаджетами, видеоиграми и комиксами. Без ума от Кэти, хотя та считает его просто другом. Также он всё время надоедает членам MBC и мешает им выполнять задание своими постоянными расспросами о Кэти.
Рой и Ральф (англ. Roy and Ralph) — два неразлучных друга, «шестёрки» Марка, которые беспрекословно выполняют все его требования. Увлекаются скейтбордингом. Они также являются одноклассниками членов MBC.
Мистер Фа́стер (англ. Mr. Fusster) — преподаватель естественных наук в средней школе Сингл-Тауна. Он не верит в существование инопланетян, из-за чего у него часто возникают конфликты с Кэти. Но никто не знает, что на самом деле он знает, что инопланетяне существуют, изучает их культуру и так старается скрыть это, что MBC чуть было не приняли его за пришельца.
Директор Ро́ллинс (англ. Principal Rollins) — директор средней школы Сингл-Тауна. Она считает всех учеников солдатами и обращается с ними подобающе, так как в прошлом в армии была в звании сержанта. Она также является одной из тех, кто мешает MBC выполнять задания. Проявляет симпатию к Мистеру Смиту.
Э́лтон (англ. Elton) — кузен Кэти с Рапсодии, внук Мистера Смита. Обладает способностью телепатии. Умеет читать мысли любых существ во Вселенной. Любит произносить вслух чужие мысли и заканчивать фразу за собеседника, что всех раздражает, а особенно Кэти. Внешне у него рыжевато-каштановые короткостриженые волосы с зеленым хвостиком, красные очки в прямоугольной оправе с белыми душками, а передние зубы длиннее, напоминающие бобровые. Носит тёмно-синюю жилетку поверх голубой рубашки с вертикальными синими полосками, коричневые брюки и зеленые кроссовки. Боевой костюм представляет собой чёрно-зеленую форму с нормальными очками.